# 1000-Meter-Zeitfahren bei den Zentralamerika- und Karibikspielen
Seit 1938 (IV. Spiele in Panama-Stadt) werden Wettbewerbe im Radsport im Rahmen der Zentralamerika- und Karibikspiele (Central American and Caribbean Games) veranstaltet. Das 1000-Meter-Zeitfahren bei den Zentralamerika- und Karibikspielen gehörte zu den ersten Disziplinen, die dabei im Bahnradsport ausgetragen wurden.

## Palmarès
- 1938  Oscar Willis Layne
- 1946  Reinaldo Paseiro Rodríguez
- 1950  Reinaldo Paseiro Rodríguez
- 1954  Octavio Echeverri
- 1959  Julio César León
- 1962  Roger Gibbon
- 1966  Roger Gibbon
- 1970  Radamés Treviño
- 1974  Rudolph Miranda
- 1978  David Weller
- 1986  Gene Samuel
- 1990  Gil Cordovés
- 1993  César Muciño
- 1998  Julio Herrera
- 2002  Wilson Meneses
- 2006  Wilson Meneses
- 2010  Fabián Puerta
- 2014  Fabián Puerta
- 2018  Nicholas Paul
- 2023 nicht ausgetragen